# Liste der Kulturdenkmäler in Brachtendorf
In der Liste der Kulturdenkmäler in Brachtendorf sind alle Kulturdenkmäler der rheinland-pfälzischen Ortsgemeinde Brachtendorf aufgeführt. Grundlage ist die Denkmalliste des Landes Rheinland-Pfalz (Stand: 21. September 2023).

## Einzeldenkmäler
| Bezeichnung                            | Lage                | Baujahr | Beschreibung                 | Bild                           |
| -------------------------------------- | ------------------- | ------- | ---------------------------- | ------------------------------ |
| Katholische Filialkirche St. Lambertus | Hauptstraße 18 Lage | 1848/49 | Saalbau, Bruchstein, 1848/49 | weitere Bilder Fotos hochladen |